# ویکتور کاپلان
ویکتور کاپلان (انگلیسی: Viktor Kaplan؛ ۲۷ نوامبر ۱۸۷۶ – ۲۳ اوت ۱۹۳۴) یک مهندس و مخترع اهل اتریش بود.